# Кацап
Каца́п (араб. قَصَّاب‎ (ḳaṣṣāb) — мясник) — этнофолизм, пейоративное прозвище русских украинцами и поляками. В XIX веке презрительное название галицких русофилов, которое использовали западноукраинские украинофилы.

## Происхождение
Существуют две версии происхождения слова «кацап»:
- Основной версией считается образование от слова «цап», что переводится как «козёл» с украинского языка[5]. Возникновение этого выражения могло быть связано с традицией носить длинные бороды[6].
- Достаточно обоснованной считается другая версия, что «кацап» имеет тюркское происхождение от тур. , азерб. и крымскотат. kassap — «мясник». В тюркские языки это слово попало из арабского, где qaşşăb означает «живодёр», «мясник» или «убивающий скот». Исследователи отмечают также следующие словосочетания в языках: «адам кассабы» означает «людоед», «деспот», выражение «кассап одлу» означает «шельма»; «кассапчи» означает на караимском «палач»; «хассап» на крымскотатарском означает «мясник», «отловщик собак»[7]. По мнению Д. И. Яворницкого, слово «кацап» было известно уже у половцев, так как уже в 1303 году собрании «Кодекс Куманикус» было записано в значении «мясник»[8]. В современном болгарском языке также употребляется слово «касапы», обозначая «мясники»[9].

## Употребление слова

### «Кацап» в украинском языке
Употребляется в разговорном украинском языке с XVIII века для обозначения русских. Словарь украинского языка Б. Д. Гринченко так толкует этот и производные от него этнонимы:
Кацап/-па, муж. Великоросс. Здесь смотрят, ажчто входит кацап.
ум. Кацапчик, ув. Коцапюга.
Кацапка/-ки, жен. Великоросска. Приехал в одну деревню — смотрит, кацапка кричит.
Кацапня/нi
Кацапчик, изм. от кацап.
Кацапюга/ги, муж. ув. от кацап
(оригинал на украинском)
- «Проклятые кацапы, как я после узнал, едят даже щи с тараканами» — из Иван Фёдорович Шпонька и его тётушка, сборник повестей «Вечера на хуторе близ Диканьки», Николая Гоголя
- «Бросьте в самом деле Кацапию, да поезжайте в Гетманщину. Я сам думаю то же сделать и на следующий год махнуть отсюда» — из письма Николая Гоголя, 1833 год
- (оригинал на украинском) «Когда ставили здесь „Ивана Грозного“, никто не плакал, потому что там и впрямь как-то никого не было жалко. Только ты себе подумай, Пуцю, что „Ивана Грозного“ итальянцы ставили по-итальянски! То было очень смешно и чудно, и костюмы у них тоже были смешные и вести себя по-кацапски они не умели. Один только Иван Грозный то таки был похож на кацапа, хоть и итальянец играл. Но сама пьеса очень гадкая, и скучная, и неумело написанная» — из письма Леси Украинки сестре Ольге, 1891 год.[10]
- (оригинал на украинском) «Извините, батюшку, что нашлось, то и посылаю, а „Ганнусю“ сегодня наскоро скомпоновал, да и сам не знаю, толком или нет. Посмотрите вы на нее хорошенько и скажите искреннюю правдою. Если увидите, что она уж очень безнадежна (ибо она мне так кажется), то не давайте и печатать. Пусть идет откуда взялась. Еще посылаю вам кацапские стихи своей работы». —из письма Тараса Шевченко к Григорию Квитка-Основьяненко, 1841 год.[11]
- (оригинал на украинском) «Переписал „Слепую“ и плачу над ней. Какой меня черт постигал и за какой грех, что я вот исповедуюсь кацапам черствым кацапским словом. Беда, брат атаман, ей-богу, беда» — из письма Тараса Шевченко к Якову Кухаренко, 1842 год.[12]
- (оригинал на украинском) «Это правда, что кроме Бога и черта в душе нашей есть еще что-то такое, такое страшное, что холод идет по сердцу, как хоть немножко его раскроешь, чур ему, меня здесь и земляки, и не земляки зовут глупым. Оно правда, но что я должен делать. Разве я виноват, что я родился не кацапом или не французом. Что нам делать, атаман-брат?» — из письма Тараса Шевченко к Якову Кухаренко, 1842 год.
- (оригинал на украинском) «Товарищам-москвинам это не очень-то пришлось по вкусу, потому что, дескать: „Так скоро и всю Россию разнесут“. Наши же земляки тоже, увлекшись своим возрождением, нахвалялись на „кацапов“ и этим только обостряли межобщительные отношения». из произведении «В дебрях Латвии» Клима Полищука, 1917 год[13] .

### Производные от слова «кацап»
Существуют также разные производные от слова «кацап». Так Россию унизительно могут называть «Кацапией», «Кацапетовкой», «Кацапурией», «Кацапляндией» или «Кацапстаном».

## Другое
- В советском фильме «Кин-дза-дза!» одна из рас на планете Плюк называется «пацаками». По одной из версий, «пацак» могло быть образовано путём обратного чтения слова «кацап». Не отрицал подобную этимологию и сам режиссер фильма Г. Н. Данелия: «Пацак — это, может быть кацо, кацап, поц»[15].